# Georg Abraham Pömer

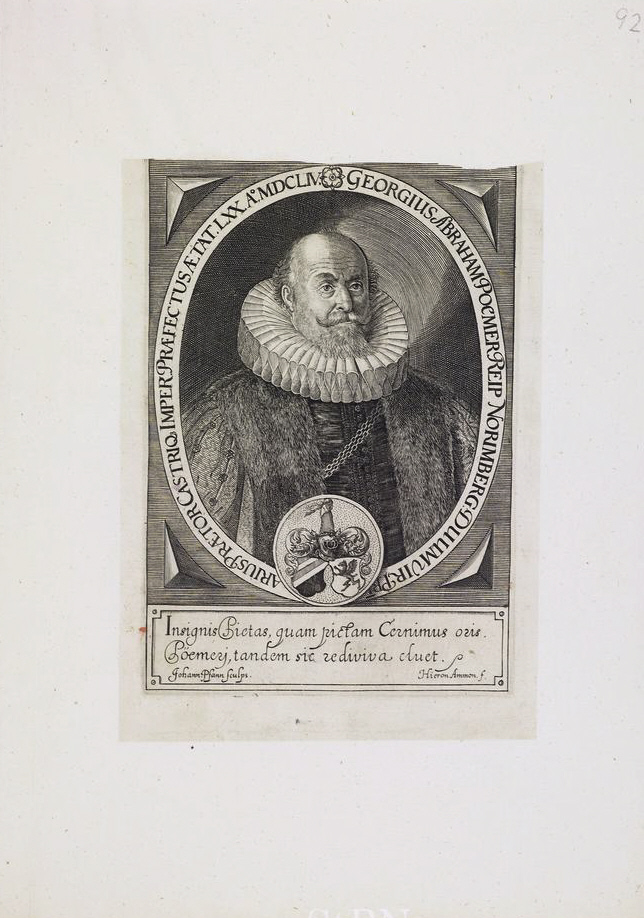
Georg Abraham Pömer (aus: Hausbuch der Mendelschen Zwölfbruderstiftung, Stich von Johann Pfann (1601–1682))

Georg Abraham Pömer (* 1584; † 23. Juni 1655 in Nürnberg) war ein Nürnberger Ratsherr und Pfleger der Zwölfbruderstiftung.
Auf dem Stich des Hausbuchs der Zwölfbruderstiftung ist Georg Abraham Pömer mit Mühlsteinkragen und der Goldenen Kette der Patrizier dargestellt. Darunter ist das Wappen von Pömer und dessen Frau Helene Bayer zu sehen.

Der Text lautet: 

„GEORGIUS ABRAHAM POEMER REIP NORIMBERG. DUUM VIR PRT ARIUS PRAETOR CASTRIQ. IMPER. PRAEFECTUS AETAT. LXX. A°. MDCLIV.“